# Хан, Джессика
Джессика Хан (англ. Jessica Hahn; род. 7 июля 1959, Массапекуа, Нью-Йорк) — американская актриса.

## Биография
Джессика Хан родилась 7 июля 1959 года в Массапекуа, пригороде Нью-Йорка, в Соединённых Штатах Америки.
6 декабря 1980 года её жизнь круто изменилась, после того, как она — 21-летняя барышня, работающая секретарём в одной из церквей — подверглась сексуальным домогательствам проповедника Джима Беккера. Согласно утверждениям Джессики, Джим напичкал её наркотиками и изнасиловал.
В своё время Беккер (и ещё несколько его коллег) были уличены не только в постоянных сексуальных домогательствам к прихожанкам, но и во взяточничестве и прочих пороках. Позже, в 1997 году, в свет вышла книга «I Was Wrong» (Я был неправ), в которой Джим Беккер предпринял попытку объяснить происшедшее (по поводу сексуальных домогательств, например, телевангелист говорил о том, что связь всякий раз была согласованной).
Джессика не пожелала оставаться в тени. В течение длительного времени она предпринимала попытки вывести Беккера на чистую воду. 19 марта 1987 года Хан в очередной раз поделилась информацией со средствами массовой информации и потребовала немедленного раскрытия преступной деятельности Джима и его осуждения. В 1989 году Беккера приговорили к длительному тюремному заключению — в первую очередь, за денежные махинации.
Естественно, некогда происшедшее в роковой зимний день 1980 года, не особенно отразилось на последующей жизни Джессики. Напротив, будучи действительно популярной, она все чаще привлекала внимание.
Вскоре Джессика Хан стала регулярно появляться в различных телевизионных шоу (в том числе приняла участие в съемках телевизионного сериала «Женаты, с детьми») и снялась для нескольких номеров знаменитого журнала «Плэйбой» и для журнала «Космополитен». В 1988 году вместе со знаменитым комиком Сэмом Кинисоном появилась в музыкальном видео «Wild Thing». Также Джессика не раз была приглашённой звездой в популярном шоу The Howard Stern Show. Позже Джессика подрабатывала стриптизом в Аризоне.
10 февраля 2008 года ушёл из жизни давний друг актрисы — Рон Ливитт. Он скоропостижно умер от рака легких, и его смерть стала сильным ударом для Джессики.
В настоящее время Джессика Хан живёт в Беверли Хиллз и продолжает активную творческую деятельность.

## Фильмография
- «Глаза Тэмми Фэй» (The Eyes of Tammy Faye) — 2000
- «Hollywood: The Movie» — 1996
- «Лето в бикини 2» (Bikini Summer II) — 1992
- «Женаты и с детьми» (Married with Children) — 1987